# Atentados del 10 de enero de 2013 en Pakistán
El 10 de enero de 2013, varios atentados terroristas tuvieron lugar en las ciudades paquistaníes de Quetta, —en la parte suroccidental del país— y en  Mingura, en el valle Swat —al norte del país—, matando a un total de 130 personas e hiriendo a por lo menos a 270. Los atentados de Quetta condujeron a las protestas de la comunidad de musulmanes chiitas hazara de la zona. El primer ministro de Pakistán, Raja Pervez Ashraf respondió despidiendo al primer ministro de Baluchistán, Aslam Raisani, y reemplazándolo por Zulfikar Ali Magsi. Los atentados fueron los más graves de Pakistán desde el doble atentado suicida en el centro de entrenamiento de la policía en Shabqadar, en el que murieron 98 personas.

## Desarrollo del atentado

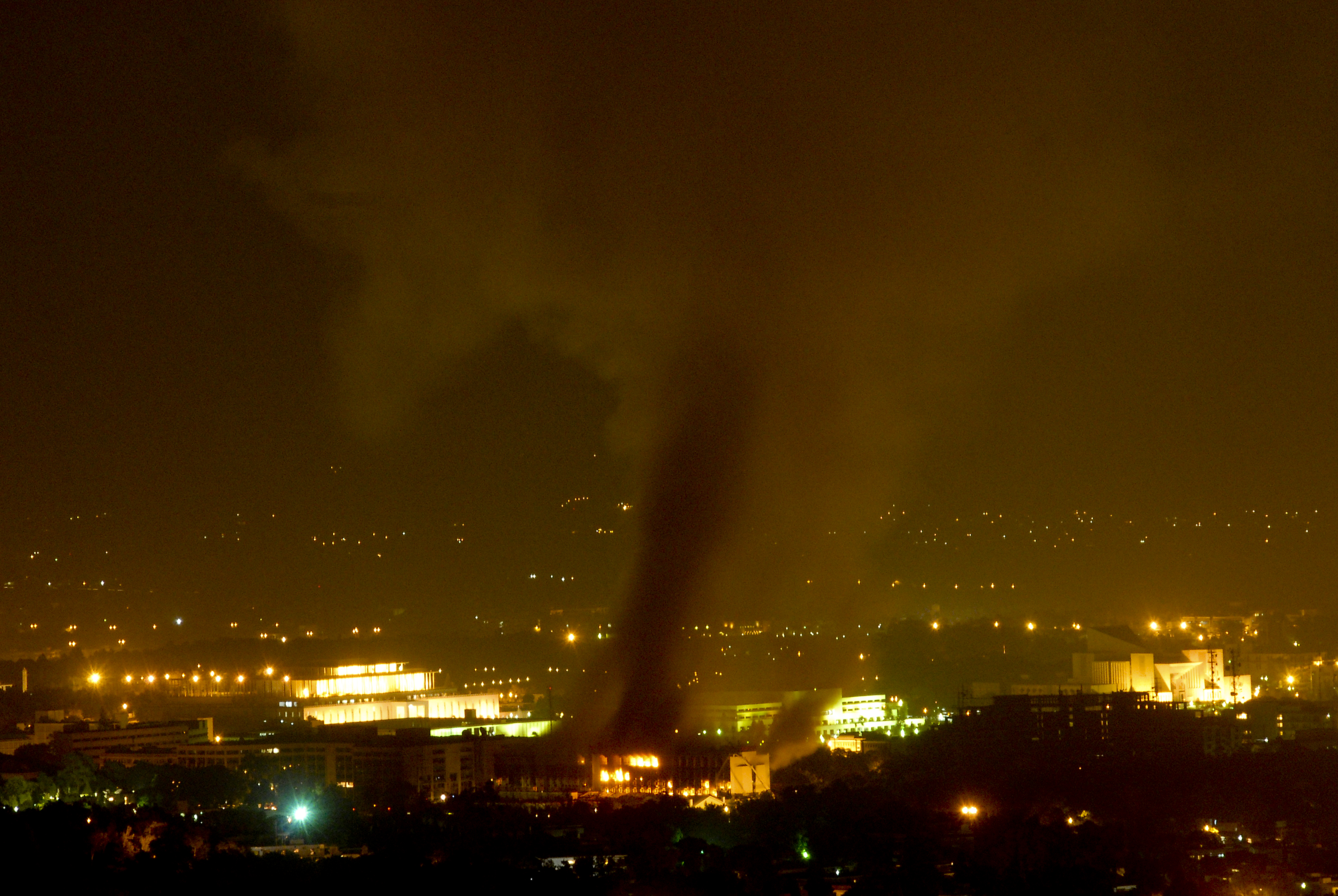
Pakistán sufre numerosos atentados al año, como el ataque al hotel Marriott en Islamabad, en la imagen.

Tres bombas estallaron en la ciudad de Quetta, uno a primera hora del día y otras dos por la tarde. La primera bomba estalló mediante la utilización de un coche bomba en el distrito comercial de la ciudad, cerca de una plaza pública y un mercado de alimentos, matando a doce personas e hiriendo a otras 47.
Una segunda bomba, pocos minutos más tarde, estalló mediante un ataque suicida en una sala de billar cercana al lugar de la primera bomba, también en Quetta, provocando el efecto bomba trampa a las personas que se movilizarón para ayudar a los heridos. Además, esta segunda bomba provocó el derrumbe del edificio, aumentado así el poder destructivo del atentado.
Además del doble atentado terrorista, varias horas más tarde se ejecutó un tercer ataque en Mingura, en el valle del Swat provocando la muerte de 21 personas y dejando heridas a más de 60.
Un grupo separatista baluchi —el Ejército Unido Baloch— se atribuyó la responsabilidad de los atentados. El oficial de policía Hamid Shakil dijo que "el personal del Cuerpo de Fronteras fue el objetivo debido a que la bomba se colocó bajo su vehículo", aunque la mayor parte de los fallecidos fueron civiles.

## Consecuencias
Los atentados del 10 de enero de 2013 en Pakistán se han considerado como unos de los principales actos de terrorismo de 2013 en el mundo.